# Zaim Imamović
Zaim Imamović (Mrkonjić Grad, 26. kolovoza 1920. – Sarajevo, 2. veljače 1994.), bosanskohercegovački izvođač sevdalinke.
Ime Zaima Imamovića, kao estradnog narodnog umjetnika, izvođača, skladatelja, ostalo je upisano u antologiju sevdahlinke i pjesama drugih naroda. Većinu svoga života proveo je u tumačenju i izvođenju sevdalinke.

## Životopis
Rođen je u Mrkonjić Gradu, te nakon prve godine provedene tamo s roditeljima seli u Travnik i i nastanjuju se u periferiji Bojna. Tu je proveo petnaest godina, a 1936. seli u Sarajevo, no i dalje osjeća nostalgiju za Travnikom.
U Sarajevu je učio tekstilni zanat, a pomalo je svirao na dvorednoj harmonici koju mu je kupio otac. Njegov brat Hadže i sestra Đula u to vrijeme bili su članovi MKUD "Gajret".
Na probi MKUD "Gajret" vođa zbora Cvjetko Rihtman pristao je čuti Zaima kako pjeva i odmah ga zadržao. Zaim je tekstilni zanat napustio u jesen 1939. godine. Pored pjevanja u zboru nastupao je na zabavama Društva prateći se sam uz harmoniku.

## Karijera
Njegova karijera započinje 10. travnja 1945. godine, kad je otvoreno Radio-Sarajevo. Prvi vokalni solisti koji su izveli pjesme na Radio-Sarajevu, u prvim minutama novoosnovanog radija, bili su Jozo Kristić koji je izveo Bilećanku kao svečanu koračnicu i Zaim Imamović koji je pjevao Romanijo visokoga visa.
Svojim glasom i osjećajem Imamović opija slušatelje. Upravo tih dana Radio Sarajevo počinje s emitiranjem programa i okuplja pjevače.
U to vrijeme Zaim se predstavio s tri melodije po kojima smo ga zapamtili: Gledaj me draga, Mujo kuje konja po mjesecu i Konja vodim, pješke hodim. Njegovi uzori su bili danas skoro zaboravljeni pjevači: Rešad Bešlagić iz Tuzle i Sulejman Džakić. Najviše je surađivao s tekstopiscima Jozom Penavom, Safetom Kafedžićem i Nikolom Škrbom.
Gostovao je u Parizu, Beču, Sofiji i na Bliskom istoku, a usudjelovaoo je i na međunarodnom festivalu narodne glazbe u marokanskom gradu Merekešu kao predstavnik jugoslavenske radio-difuzije.
6. travnja 1979. godine Skupština grada Sarajeva nagrađuje ga Šestotravanjskom nagradom grada Sarajeva "za njegove stare izvorne bosanske narodne pjesme i za originalne interpretacije".
Zaim Imamović nije samo izvodio sevdalinke, on je svoje znanje o njima tumačio je i prenosio mnogobrojnim slušateljima. Od samog početka svoje karijere bio je pjevac osjećaja, a pjesnik duše. Svojim osebujnim tenorom znao je dočarati romantiku koja još postoji samo u sevdalinki, znao je kako publiku zbližiti s njom.
U ratu 1992. godine pa do smrti Zaim je preživljavao. Svoje posljednje stihove napisao je ratne 1993. u Sarajevu:
Svud po svijetu kuda sam hodio
naše želje, pozdrav pronosio.
Ostat će Bosna kao što je bila
k'o biser sjajna, ponosna i mila.

Nakon njegove smrti izdana je knjiga pod naslovom Slovo o Zaimu, u prilogu 10 audio kaseta njegovih najboljih interpretacija pohranjenih u ručno rezbarenoj drvenoj sehari. 1. studenog 1997. izdana je i poštanska markica s likom Zaima Imamovića, koja je tiskana u tiražu od 50 000 primjeraka, a sedam godina kasnije, 2004. u izdanju izdavačke kuće Buybook, Sarajevo izlazi i knjiga Pjesma srca moga - 100 najljepših pjesama, koju su priredili Farah Tahirbegović i Damir Imamović, Zaimov unuk.

## Najpoznatije pjesme
- Mujo kuje konja po mjesecu
- Sve behara i sve cvate
- Evo ovu rumen ružu
- Zašto si me majko rodila
- Zvijezda tjera mjeseca
- Sedamdeset i dva dana

## Diskografija
- 2012 - Folk zvijezda zauvijek

## Vanjske poveznice
- Discogs